# Mineralogisch-Geologisch Museum

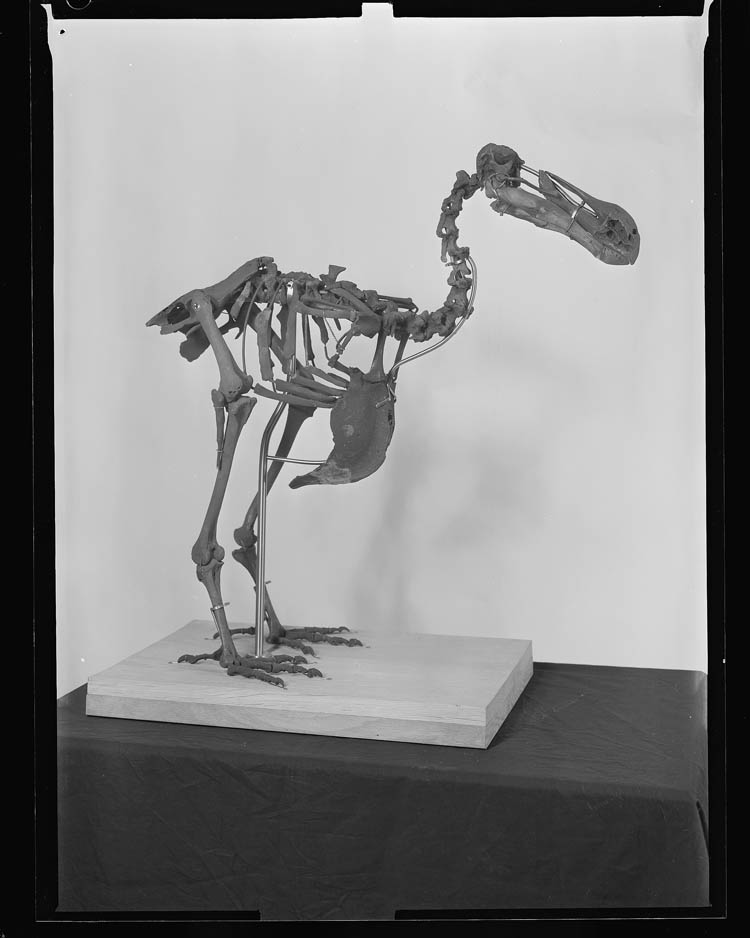
Skelet van een dodo in het Mineralogisch-Geologisch Museum (1961)

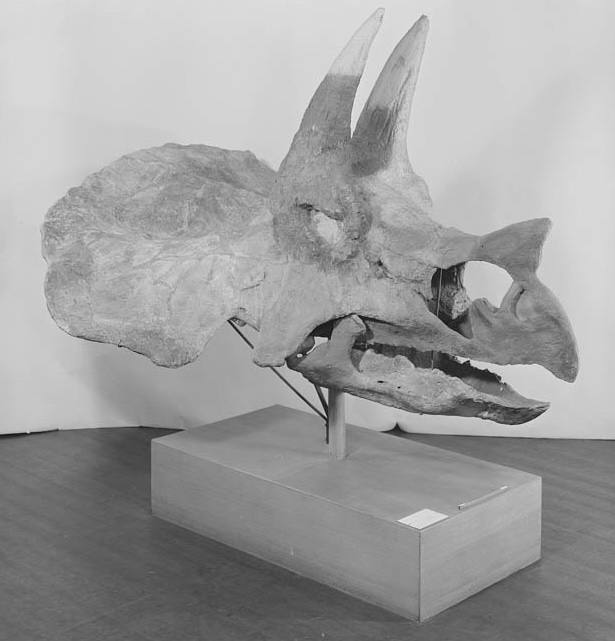
Triceratopsschedel in het Mineralogisch-Geologisch Museum (1961)

Het Mineralogisch-Geologisch Museum is een museum in de Nederlandse stad Delft. Het museum toont een bijzondere collectie met mineralen, gesteenten, fossielen, ertsen en andere geologische objecten. De mineralencollectie heeft een wetenschappelijke referentiewaarde en is daarom van internationaal belang.
Het museum is onderdeel van de Technische Universiteit Delft en is gehuisvest in het voormalige gebouw van de afdeling Technische Aardwetenschappen van de universiteit aan de Mijnbouwstraat. Oorspronkelijk heette deze afdeling Mijnbouwkunde. Het museum wordt in de volksmond dan ook wel het 'Mijnbouwmuseum' genoemd.
Studenten en docenten gebruikten de collecties voor het onderwijs in de mineralogie en de delfstofkunde. Het museum was echter ook toegankelijk voor het publiek.
Op 18 februari 2008 werd het museum gesloten in verband met een renovatie. In juli 2013 werd het grootste deel van de collectie overgebracht naar museum Naturalis in Leiden, nadat financiële tekorten het museum tot sluiting dwongen.
Een reddingsactie verzamelde sponsorgelden van externe financiers, waardoor de tentoonstellingscollectie weer een plaats kreeg op de tweede verdieping in volledig gerestaureerde oorspronkelijke vitrinekasten. De dodo en de triceratopsschedel staan nu tentoongesteld in Leiden. De radioactieve mineralen werden opgeslagen bij COVRA in Borsele. De aanwezigheid van asbestmineralen maakte ook een asbestsanering noodzakelijk. De gehele collectie is nu eigendom van Naturalis, die de tentoongestelde objecten heeft teruggeleend. Op 23 april 2015 was de feestelijke heropening.

## Oorspronkelijke indeling
De wetenschappelijke collecties gaven een goed beeld van het geologisch onderwijs dat aan de TU Delft gegeven wordt. De museumcollectie bestond in 1960 uit de volgende onderdelen:

### Begane grond
Collecties met objecten die verzameld waren in de voormalige Nederlandse koloniën. Dit gedeelte werd in 1960 omgebouwd tot chemisch laboratorium. De koloniale collectie had zijn belang voor het onderwijs in Delft verloren en werd overgebracht naar het Rijksmuseum voor Geologie en Mineralogie in Leiden. De begane grond is nu in gebruik bij Science Centre Delft.

### Eerste verdieping
- mineralen - De meeste mineralen die op aarde voorkomen, waren in het museum terug te vinden. Een deel van de mineralencollectie was systematisch uitgestald volgens de classificatie van Strunz.
- gesteenten - Het museum toonde zowel stollingsgesteenten, afzettingsgesteenten en metamorfe gesteenten.
- ertsen - De eerste 150 jaar na oprichting van het museum lag de nadruk op de ontginning van ertsen. De ertsencollectie was daardoor bijzonder uitgebreid. Veel van de getoonde ertsen kwamen uit mijnen die nu allang niet meer bestaan.
- algemene geologie - Dit deel van de collectie toonde een gevarieerde verzameling met onder andere fossielen, meteorieten, wandplaten en mijnlampen. Dit deel van het museum toonde ook een schedel van een Triceratops, een afdruk van de Archaeopteryx en een skelet van een dodo. In 2013 verhuisde deze collectie naar Naturalis, de tentoonstellingscollectie keerde terug naar de tweede verdieping in 2015. Sinds 2015 is de eerste verdieping in gebruik als evenementenzaal (Mekelzaal).

### Tweede verdieping
Paleontologie en stratigrafie. Fosielencollectie en sedimentaire gesteenten. In de jaren tachtig werd de verdieping ontruimd en overgebracht naar Naturalis. De vrijgekomen ruimte werd omgebouwd tot AIO-zolder. In 2015 opnieuw ingericht als tentoonstellingsruimte voor de teruggekeerde gesteenten, mineralen en ertsen van de eerste verdieping.

## Geschiedenis
De huidige opleiding Technische Aardwetenschappen startte in 1842 onder de naam Mijnbouwkunde. Omdat de studenten de diverse delfstoffen moesten onderzoeken waar ze in de praktijk mee te maken zouden krijgen, legden zij zelf tijdens hun studiereizen al op zeer bescheiden schaal een verzameling met geologische objecten aan.
Vanaf 1864 groeide de collectie explosief. In dat jaar werd dr. C.F. Vogelsang aangesteld als hoogleraar mineralogie, geologie, mijnontginning en paleontologie. Hij was de eerste hoogleraar in Delft die zelf mijnbouwkundige kennis en ervaring had. Vogelsang was van mening dat een goede opleiding tot mijnbouwkundig ingenieur onmogelijk was zonder een uitgebreide studiecollectie met geologische objecten. Zijn mineralogisch-geologische verzameling vormt de basis van het huidige museum.
De aanstelling van Gustaaf Molengraaff als hoogleraar gaf het museum in 1906 een nieuwe impuls. Tijdens de vele expedities die hij leidde werd zeer veel nieuw materiaal verzameld en aan de collectie toegevoegd.
In 1909 kreeg de collectie bij ministeriële beschikking officieel de status van museum. De opleiding stelde J.H. Bonnema aan als eerste conservator. Toen in 1912 het pand aan de Mijnbouwstraat betrokken werd, kreeg het museum de beschikking over een complete vleugel van drie verdiepingen. Vanwege het gewicht van de collectie werd deze vleugel van een extra zwaar uitgevoerde fundering voorzien. De begane grond met de koloniale collectie werd in de jaren zestig van de twintigste eeuw ingericht als chemisch laboratorium. De tweede verdieping met fossielen werd in de jaren tachtig een zolder voor afstudeerders en promovendi. Nadat het gebouw niet langer voor onderwijs werd gebruikt, werd aan het begin van de 21ste eeuw de begane grond ingericht door Science Centre Delft. In 2015 werd de bovenste verdieping weer als tentoonstellingsruimte voor gesteenten, mineralen en ertsen ingericht.